# Банг, Антон Христиан
Антон Христиан Банг (норв. Anton Christian Взрыва; 18 сентября 1840, Дённа, Хельгеланн — 29 декабря 1913) — норвежский государственный и политический деятель, историк церкви, теолог, педагог, доктор богословия, профессор (1885), священнослужитель, епископ Осло (1896—1912). Видный деятель Церкви Норвегии. Министр образования Норвегии (1893—1895)

## Биография
В 1862 г. Банг поступил в Университет в Христиании, который окончил в 1867 году кандидатом богословских наук, в 1878 получил степень доктора богословия. С 1880 года — преподаватель практического богословия. Профессор с 1885 года.
Член Консервативной партии Норвегии. Министр по делам культуры и церкви Норвегии (1893—1895) в кабинете премьер-министра Эмиля Станга (старшего). Член Государственного совета в 1895 году.
Епископ Осло (1896—1912). Как епископ поддерживал близкие связи с королевским домом, представлял несколько национальных норвежских миссий, в том числе, на открытии немецкой Редемптористской церкви в Иерусалиме 1898 году.
Автор нескольких крупных работ, в том числе, биографии проповедника, основателя хаугеанства Ханса Нильсена Хауге. Основной вклад сделал как историк церкви, внёс большой вклад в исследовании национальных религий.

## Избранные труды
- «Х. Н. Хауге и его время» (Христиания, 1879);
- «Церковь и римское государство до Константина» (1879),
- «Велуспа и Сивиллины оракулы» (1879);
- «Взгляд на историю норвежской церкви после реформации» (1883).
- «Норвежские колдовские формулы и магические рецепты» (1902)

## Награды
- Командор со звездой Ордена Святого Олафа (1895)